# Ruda (skała)
Ruda – turnia w grupie Witkowych Skał na orograficznie prawym zboczu Doliny Szklarki na Wyżynie Olkuskiej. Znajduje się w obrębie miejscowości Jerzmanowice w województwie małopolskim, w powiecie krakowskim, w gminie Jerzmanowice-Przeginia.
Ruda znajduje się w środkowej części Witkowych Skał w jednym rzędzie z Sokolikiem, po jego południowo-wschodniej stronie. Jest to zbudowana z twardych wapieni skalistych skała o wysokości 10 m i pionowych ścianach. Znajduje się w lesie.

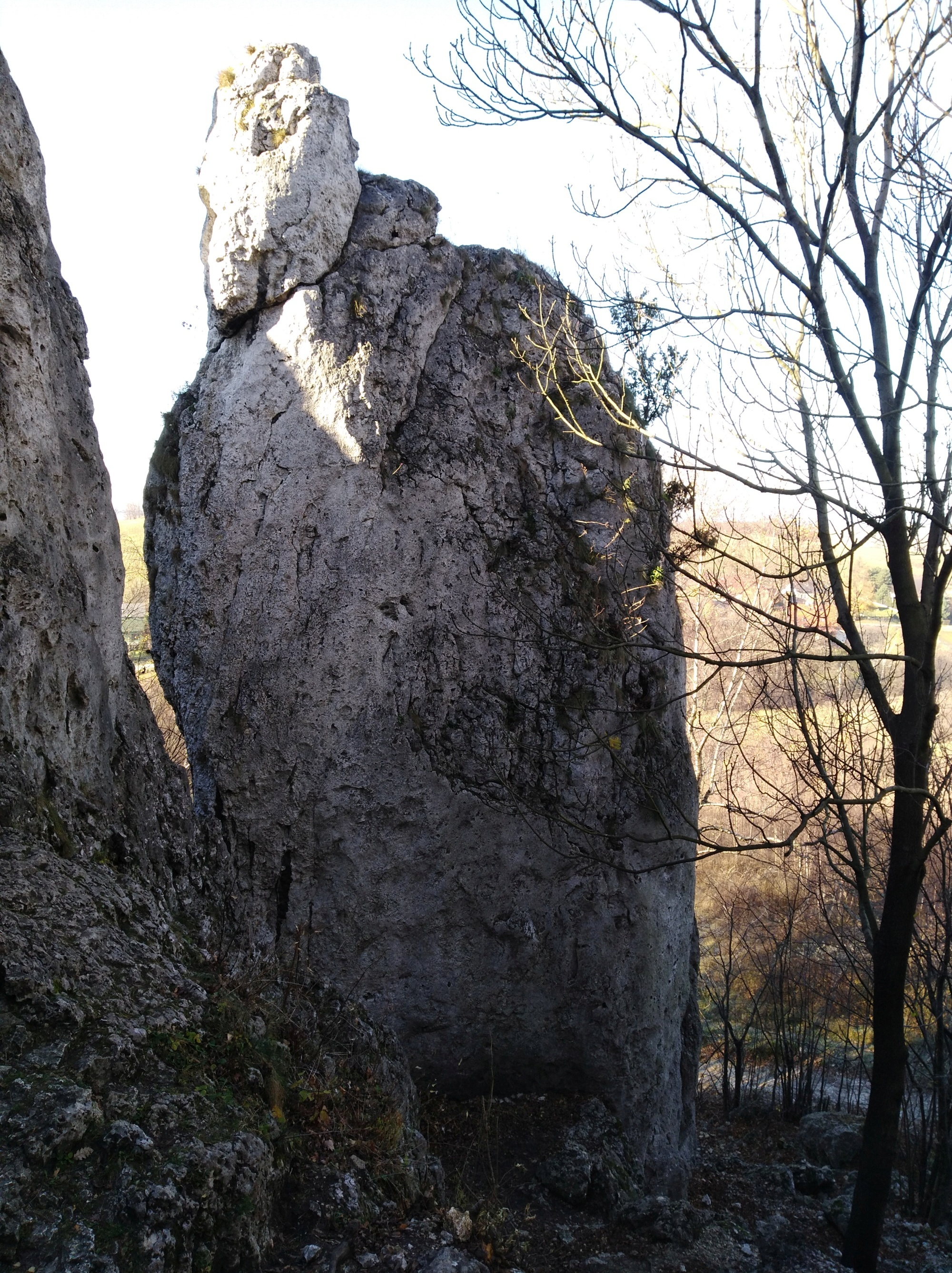
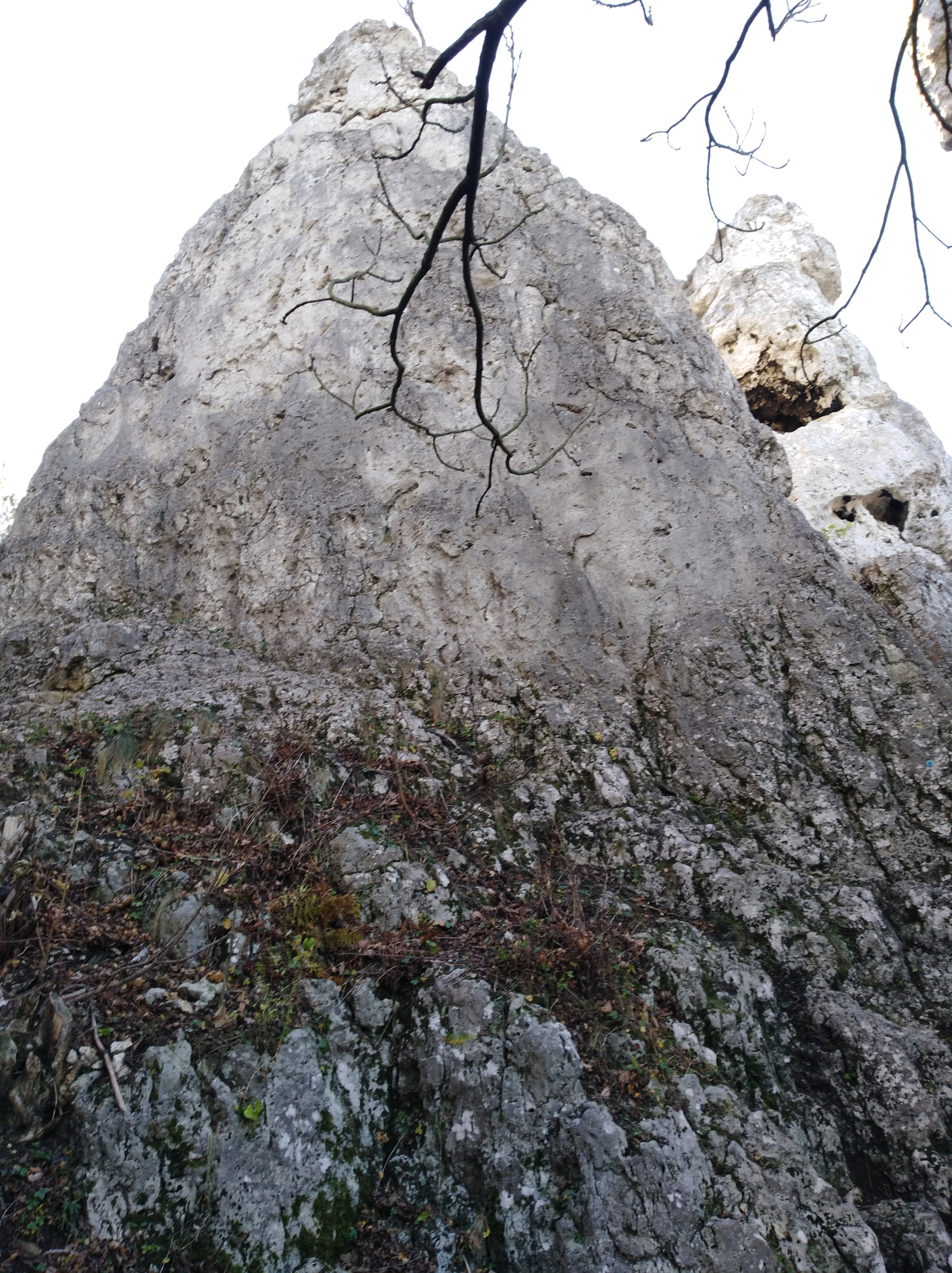
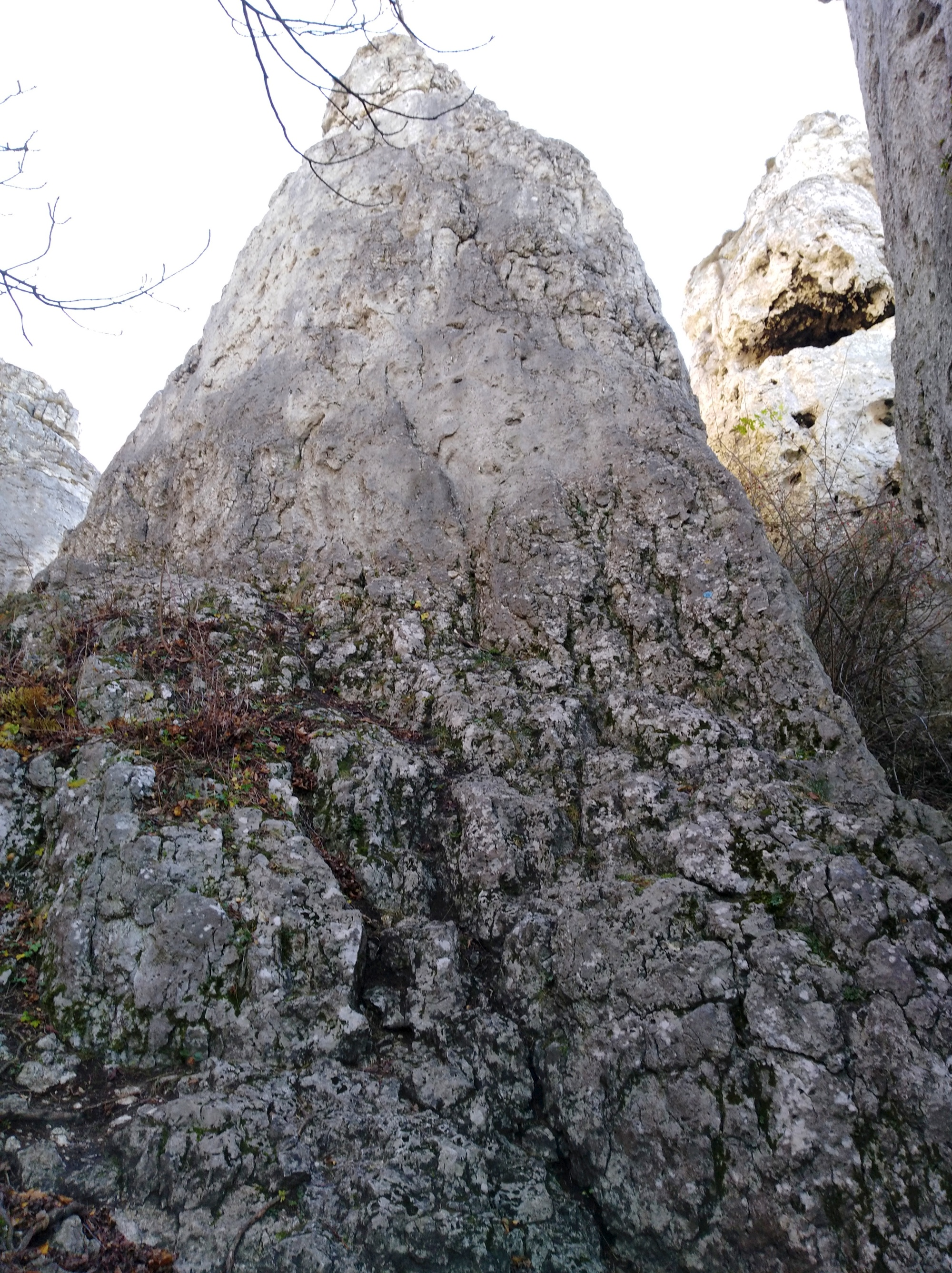
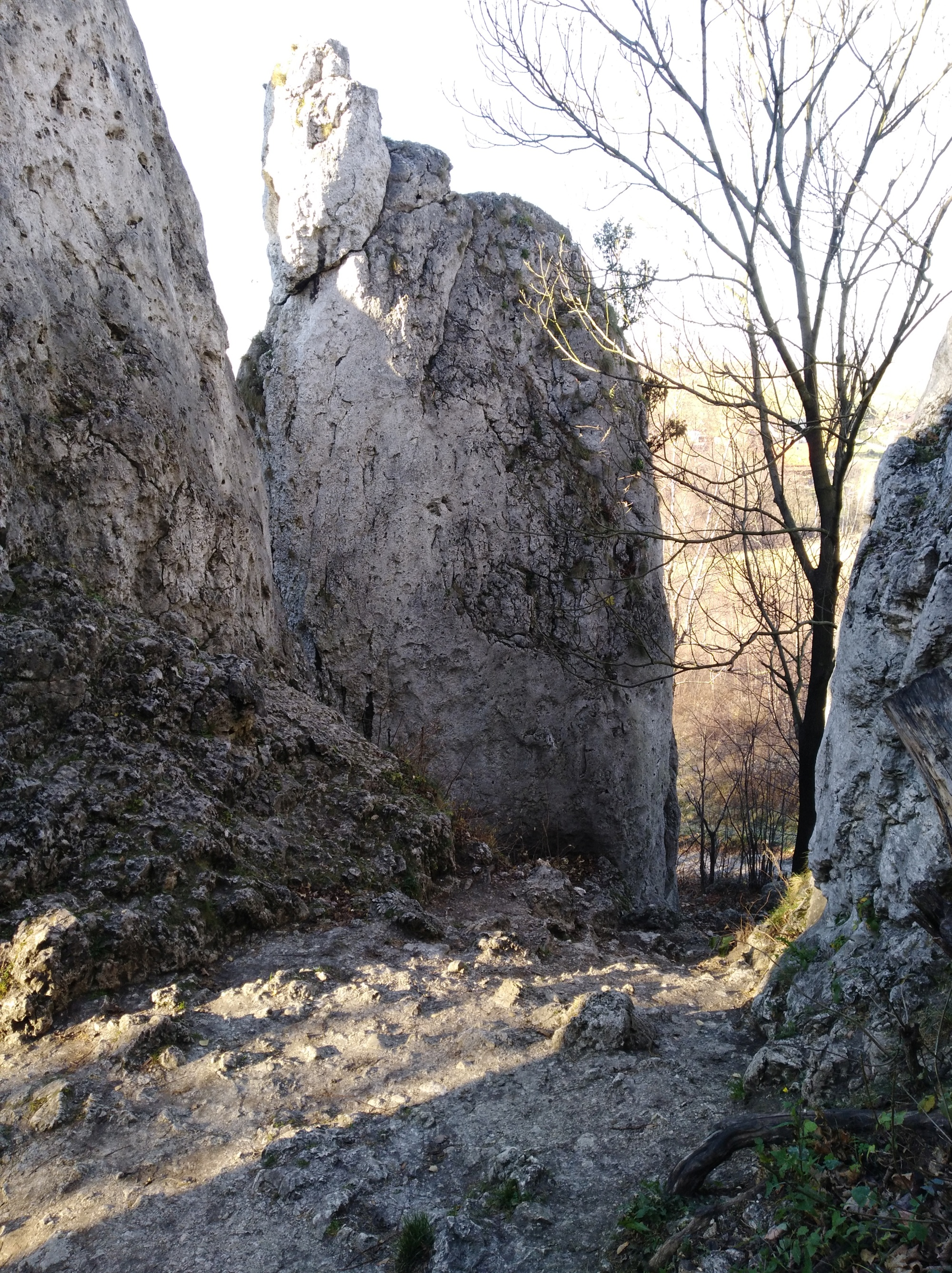
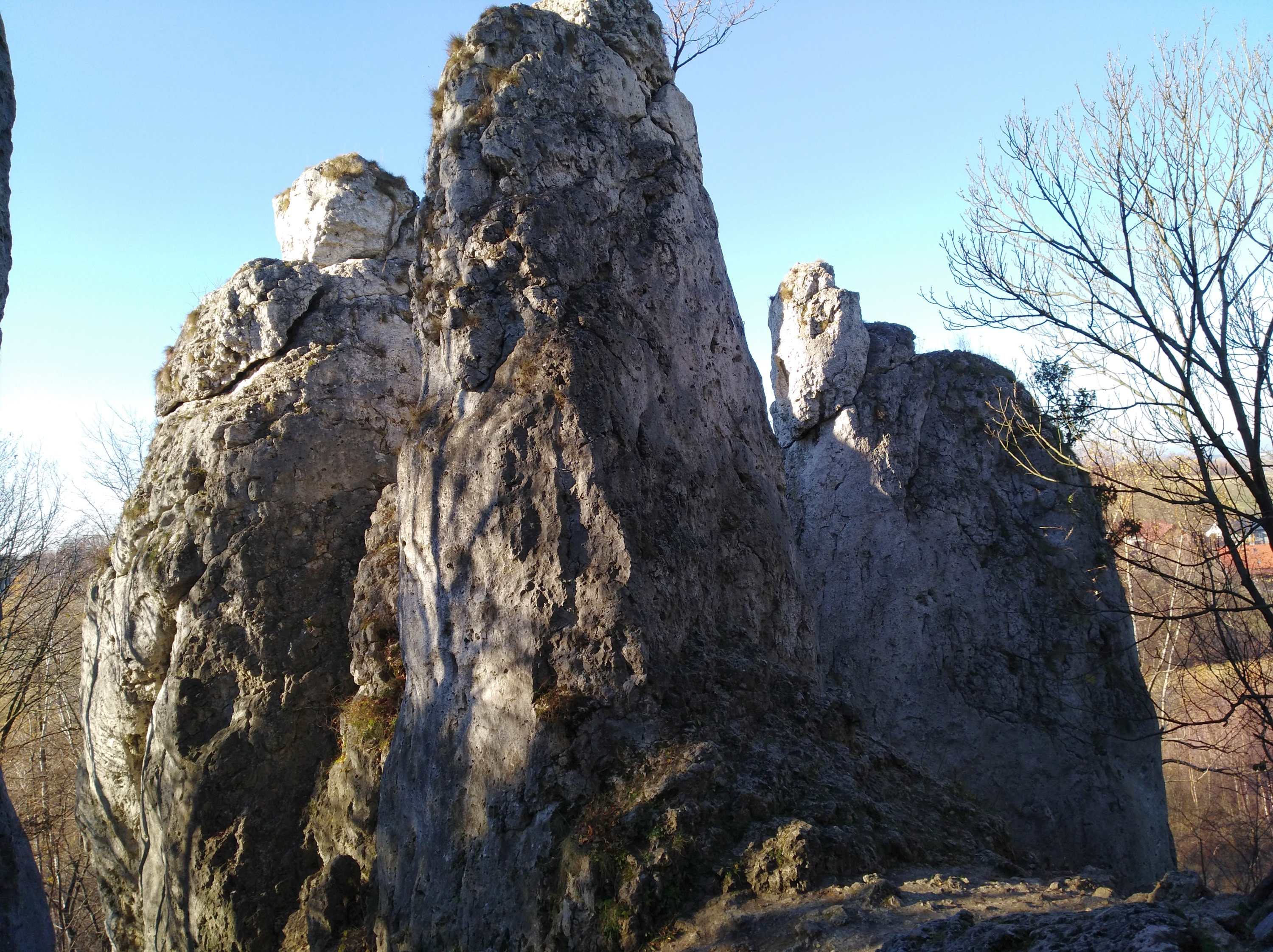
Ptasia Turnia, Sokoli i Ruda

## Drogi wspinaczkowe
Na Rudej uprawiana jest wspinaczka skalna. Jest 7 dróg wspinaczkowych o trudności od III do VI.2 w skali krakowskiej i długości do 10 m. Na sześciu z nich zamontowano punkty asekuracyjne: ringi (r) i stanowiska zjazdowe (st).
Ruda I
1. Chwila dla tatrofila; III, 10 m
2. Listopadowa niespodzianka; 3r + st, V+, 10 m
3. Listopadowa niespodzianka wprost; 2r + st, VI+, 10 m
4. Jazgoczące córy Pszczyny; 1r + st, VI.2, 10 m

Ruda II
1. Zejściowa; 4r + st, III, 10 m
2. Rude jest piękne; 5r + st, IV+, 10 m
3. Droga Bały; 4r +IV, 10 m[4].